# Dérbi Intercontinental
O Dérbi Intercontinental (em turco: Kıtalararası Derbi) é o nome dado às partidas de futebol disputadas entre o Galatasaray Spor Kulübü e o Fenerbahçe Spor Kulübü, dois dos maiores clubes da Turquia, cuja localização de seus estádios e sedes administrativas encontra-se em em continentes distintos: enquanto o Galatasaray está fixado na região europeia de Istambul, o Fenerbahçe está fixado na região asiática da cidade. O confronto é considerado o maior clássico do futebol turco e uma das maiores rivalidades do futebol mundial.

## Histórico
O primeiro jogo disputado entre os dois lados foi um amistoso no domingo, 17 de janeiro de 1909. O jogo, disputado em Papazın Çayırı, onde o Estádio Şükrü Saraçoğlu está localizado hoje, terminou por 2 a 0 a favor do Galatasaray. O Fenerbahçe conquistou sua primeira vitória sobre o Galatasaray ao derrotá-lo por 4–2 na quarta rodada da Liga de Futebol de Istambul, no domingo, 4 de janeiro de 1914.
Em 21 de setembro de 2003, os dois clubes jogaram o jogo da Süper Lig diante de um público recorde de 71.334 pessoas, empatando o jogo em 2–2. A maior vitória é alcançada pelo Galatasaray com uma vitória por 7-0 em 12 de fevereiro de 1911. Esta partida, no entanto, foi apenas mencionada pelo Galatasaray e devido à ausência de fontes terceirizadas neutras, as escalações e detalhes da partida são disputados e não totalmente verificável, porque quase não havia testemunhas desse evento. A maior vitória moderna foi quando o Fenerbahçe alcançou sua maior vitória contra o Galatasaray em 6 de novembro de 2002 com 6-0, onde quatro gols foram marcados quando o Fenerbahçe estava com um homem a menos. O Fenerbahçe é conhecido por raramente perder em casa em derbies, no Estádio Şükrü Saraçoğlu , o Galatasaray não conseguiu derrotar o Fenerbahçe durante 20 anos (em 23 jogos consecutivos) até 23 de fevereiro de 2020, quando o Galatasaray finalmente derrotou o Fenerbahçe, marcando a primeira vez que o Galatasaray venceu um jogo em Şükrü Saraçoğlu (ausente) após 20 anos, desde 22 de dezembro de 1999.

## Torcidas
Numa pesquisa de 2011, 1,4 milhão de cidadãos turcos foram perguntados pelo site bilyoner.com para que a equipe torce na Turquia. Os resultados terminaram com o Galatasaray com o percentual de 35% dos votos, enquanto o Fenerbahçe chegou aos 34%. O Fenerbahçe afirmou que a votação estava equivocada por diversos motivos, como o número de pessoas perguntadas em comparação com toda a população e regiões em que a pesquisa foi realizada. Seus dirigentes chegaram a afirmar categoricamente que o Fenerbahçe é "sempre indiscutivelmente o clube mais popular da Turquia", com muitos comentaristas de futebol e jogadores de classe mundial apoiando esta afirmação.
Tanto o Galatasaray como o Fenerbahçe também têm seguidores globais, sendo o Galatasaray mais popular na Europa, enquanto que o Fenerbahçe é mais popular nos países de maioria muçulmana.